# Vigsø Bugt
Vigsø Bugt är en bukt i Danmark. Den ligger i Region Nordjylland, i den nordvästra delen av landet vid Skagerrak.